# Јасна Фазлић
Јасна Фазлић (Фоча, 20. децембар 1970) бивша је југословенска и америчка стонотенисерка. Освајачица је бронзане медаље на Олимпијским играма 1988. године.

## Биографија
Први значајнији успех представљајући Југославију остварила је на јуниорском првенству Европе 1987. године, када је освојила бронзану и сребрну медаљу. Године 1988. у Паризу је постала европска првакиња у игри мешовитих парова заједно са Илијом Лупулескуом.
На Олимпијским играма у Сеулу 1988. у пару са Горданом Перкучин освојила је бронзану медаљу. На наредним Олимпијским играма у Барселони 1992. наступила је под олимпијском заставом као члан Независног олимпијског тима, јер због санкција репрезентативци Југославије нису могли играти под својим именом и својом заставом. Испала је у предтакмичењу.
У пару са Горданом Перкучин постала је првак Европе на Европском првенству 1992. у Штутгарту.
Касније је узела америчко држављанство, наступала два пута за САД на Олимпијским играма 2000. и 2004. године.

## Приватни живот
Била је удата за српског стонотенисера Илију Лупулеског. Од 2009. године је у браку са Вилијамом Радером, имају кћерку Изабел (рођена 2011).